# Palpostoma apicale
Palpostoma apicale är en tvåvingeart som beskrevs av Malloch 1927. Palpostoma apicale ingår i släktet Palpostoma och familjen parasitflugor. Inga underarter finns listade i Catalogue of Life.